# پل شیطان

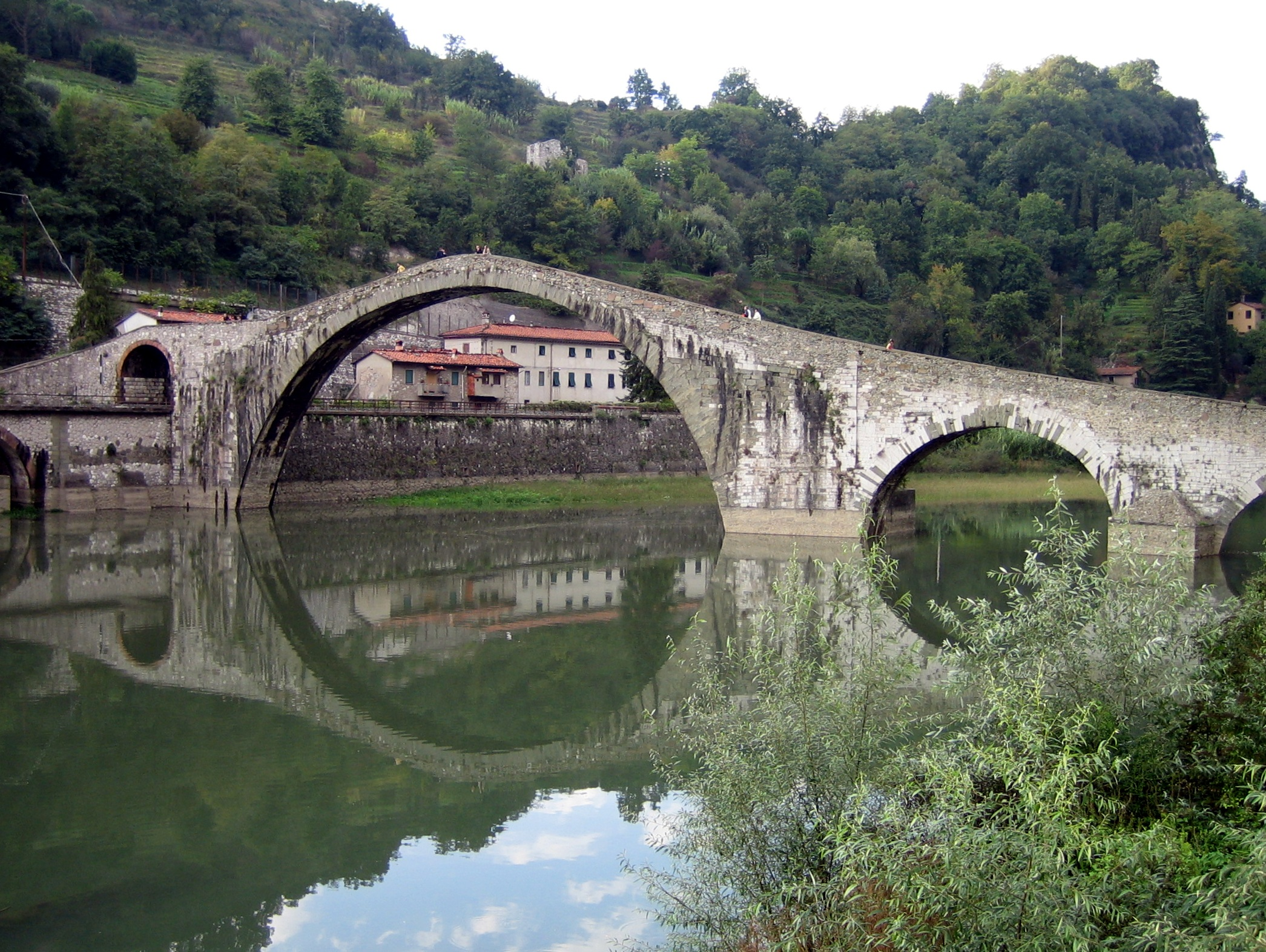
Ponte della Maddalena یکی از پُل‌های شیطان است که در لوکای ایتالیا واقع شده‌است.

پُل شیطان (به انگلیسی: Devil’s Bridge) عبارتی است برای اشاره به گونه‌ای از پُل‌های قدیمی که در باور عامه به وسیلهٔ شیطان ساخته شده‌اند یا شیطان در ساختن آن‌ها نقش داشته‌است یا در برخی موارد محلی هستند برای مقابله با خواسته‌های شیطان.
پُل‌های شیطان که تعدادشان بیش از ۳۰ عدد است اغلب در کشورهای اروپایی واقع شده‌اند. بیشتر این پُل‌ها از سنگ ساخته شده‌اند یا از آرک در معماری آن‌ها استفاده شده‌است-به‌همراه عمارت یا اتاقک‌هایی در میان یا بر فرازشان- و معمولاً نکات فنی قابل توجهی در ساختار آن‌ها وجود دارد. در برخی روایات محلی زمان ساخت این سازه‌ها را به اشتباه به دوران روم باستان نسبت می‌دهند، اما در واقع آن‌ها متعلق به سده‌های میانه هستند و مابین سال‌های ۱۰۰۰ تا ۱۶۰۰ میلادی بنا شده‌اند.
در مورد ساخت این پُل‌ها روایات مختلفی وجود دارد که عمدتاً ریشه در افسانه‌های فولکلور مردمان هر منطقه دارد و در آن‌ها به مضامینی مانند فریفتن شیطان یا پیمان بستن با او اشاره شده‌است.

## نگارخانه

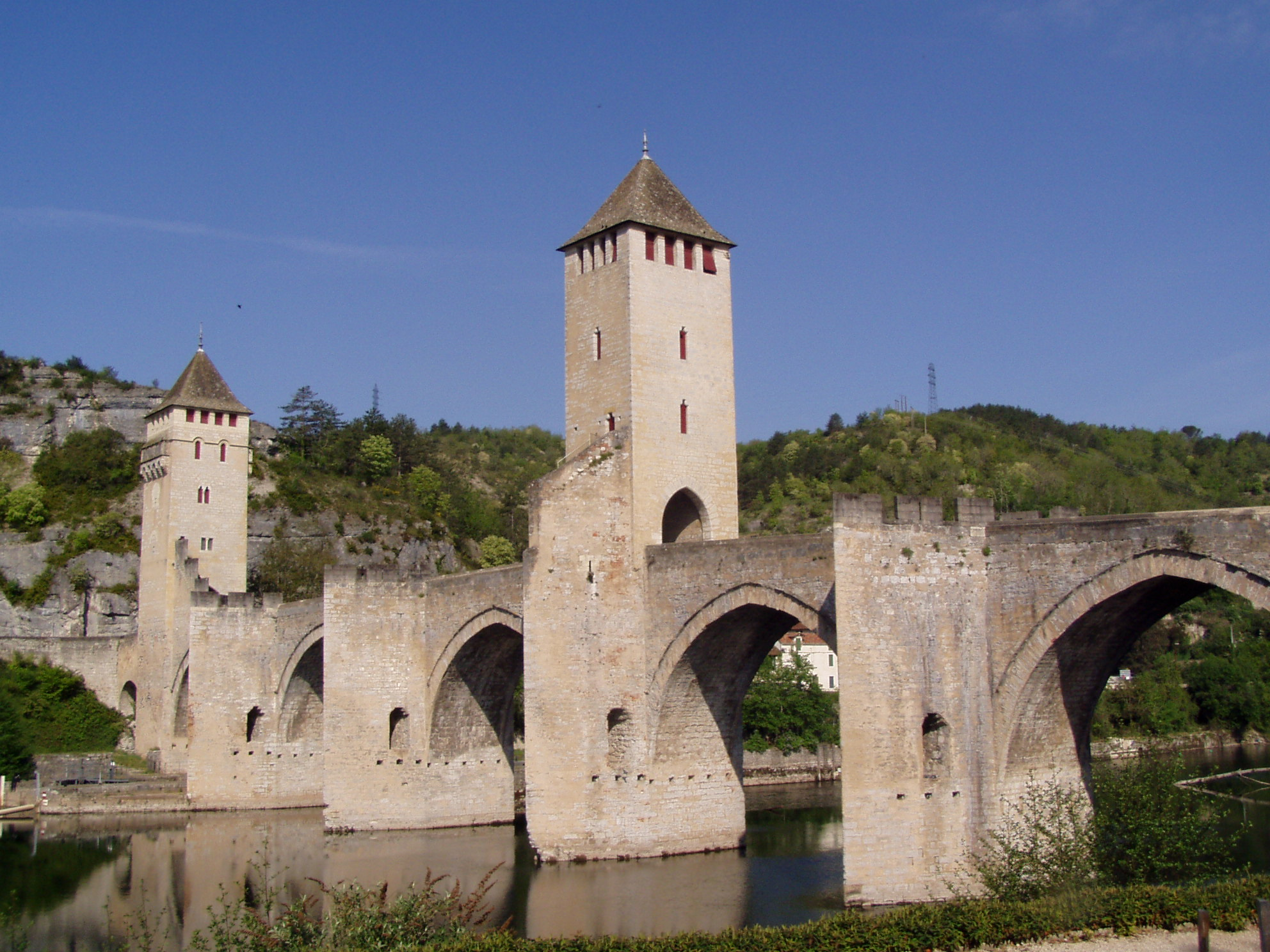
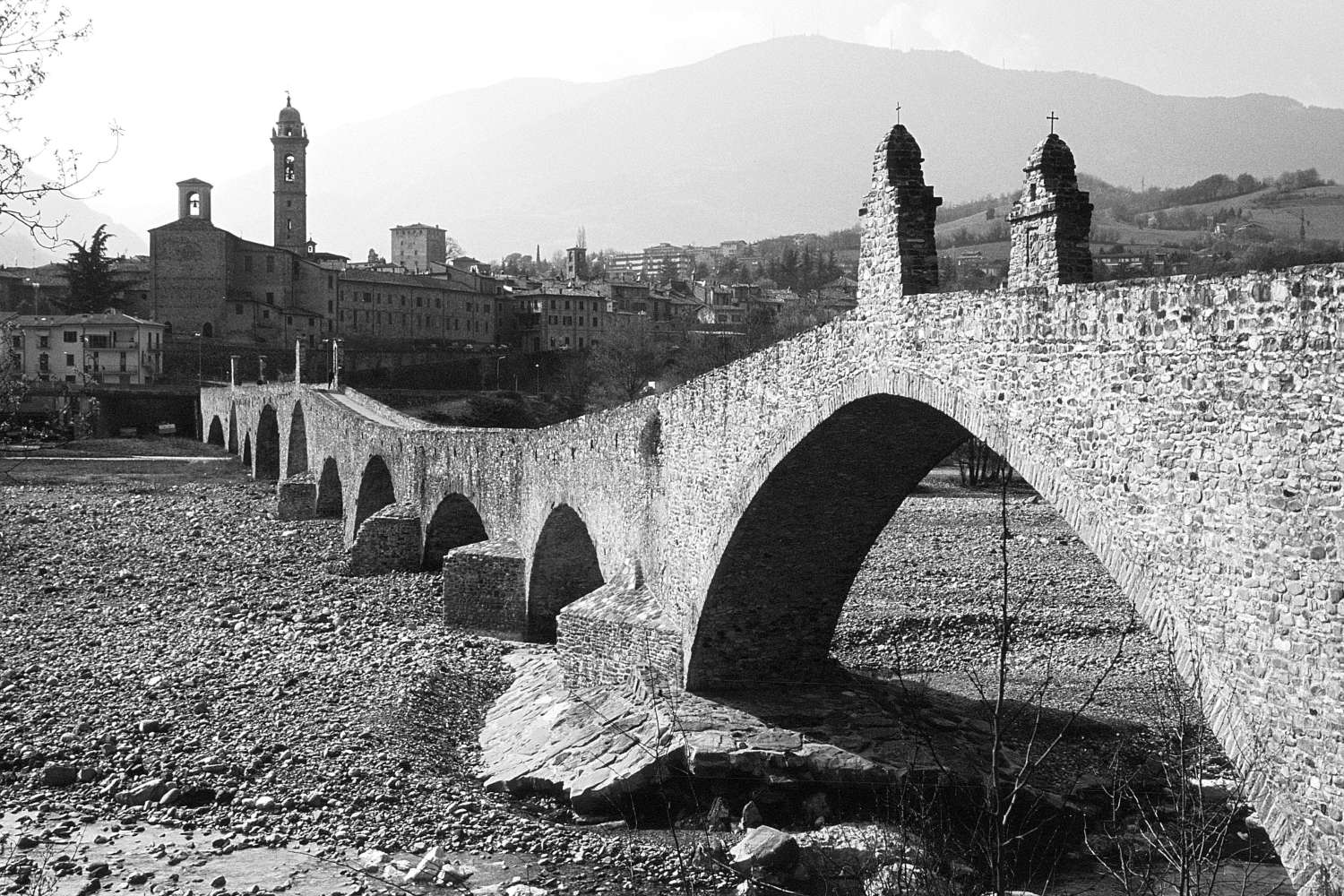
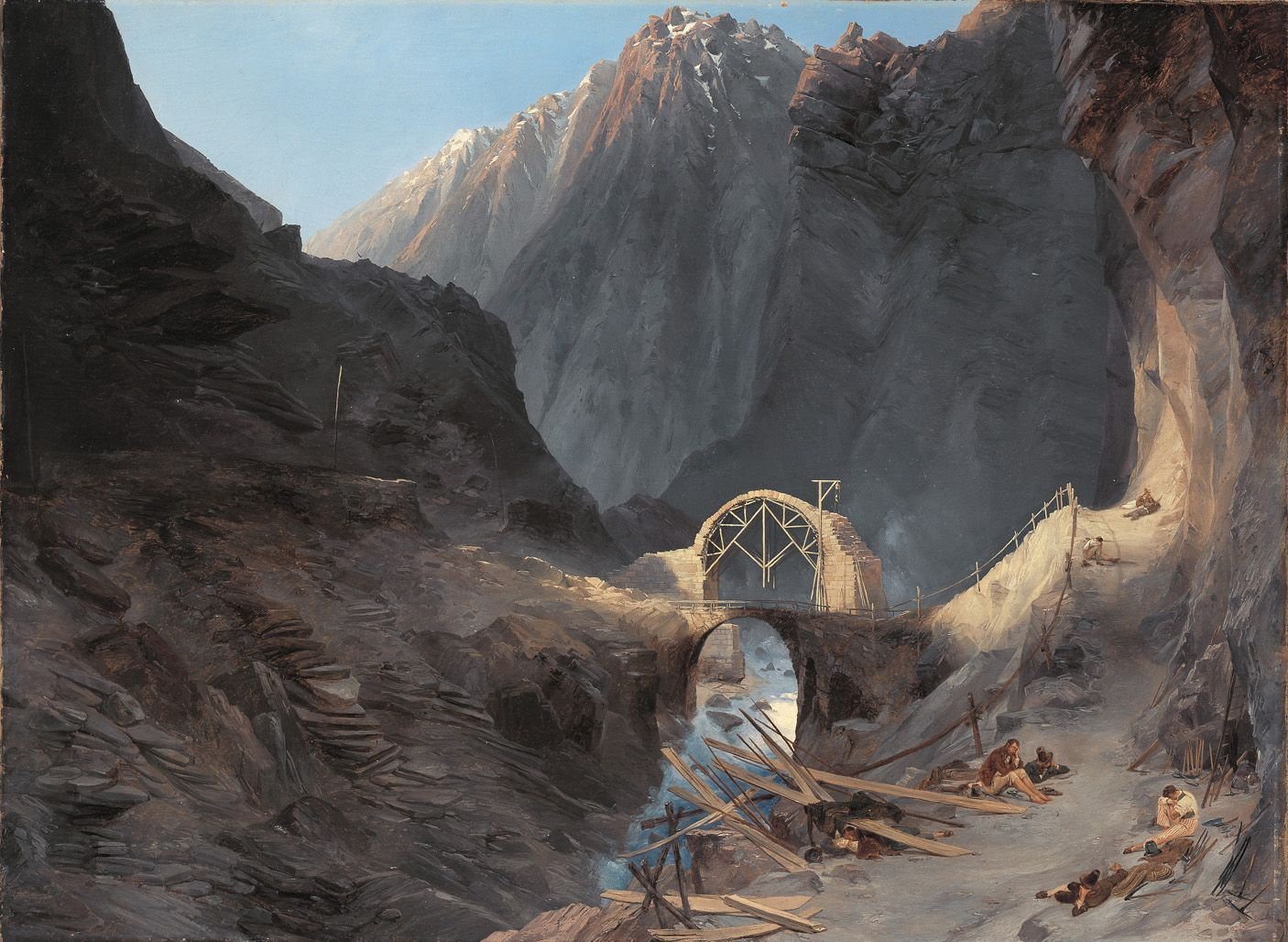
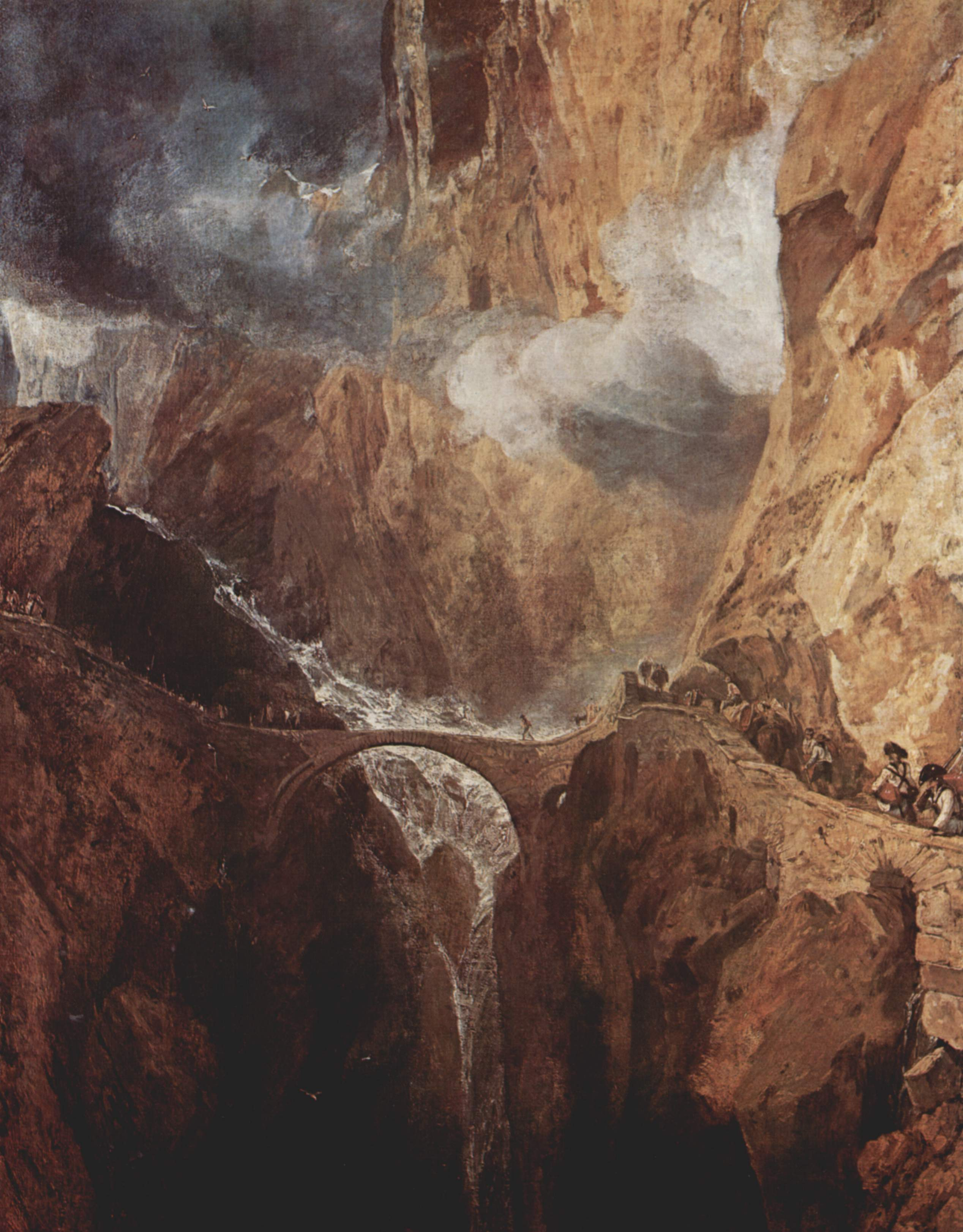
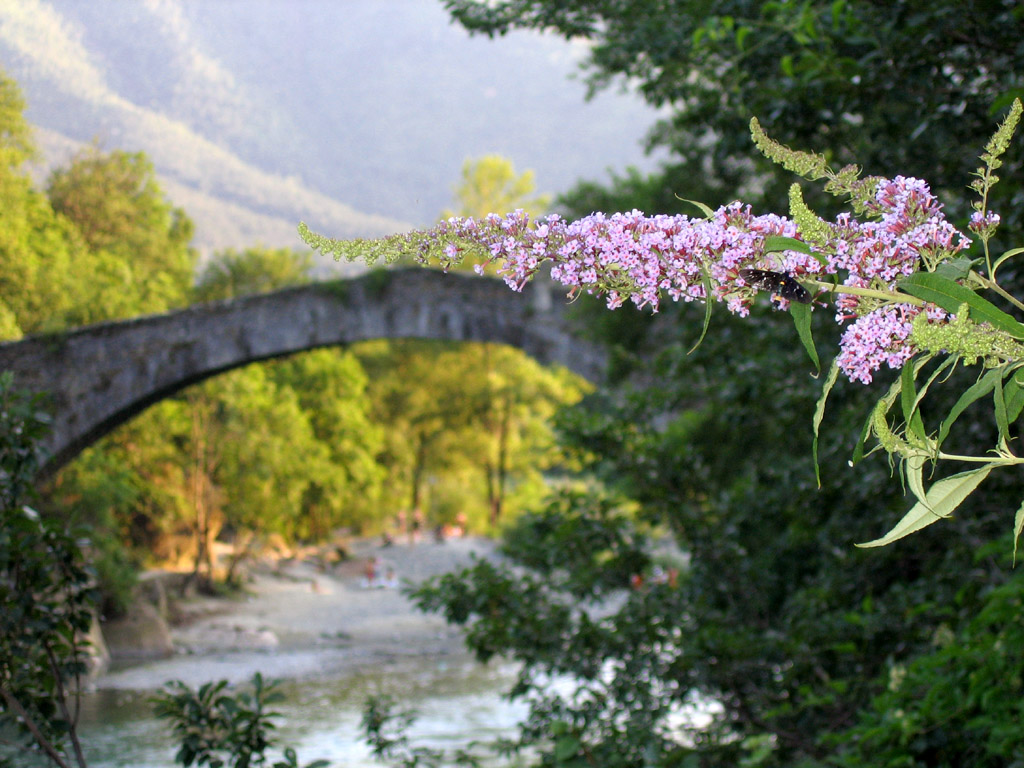
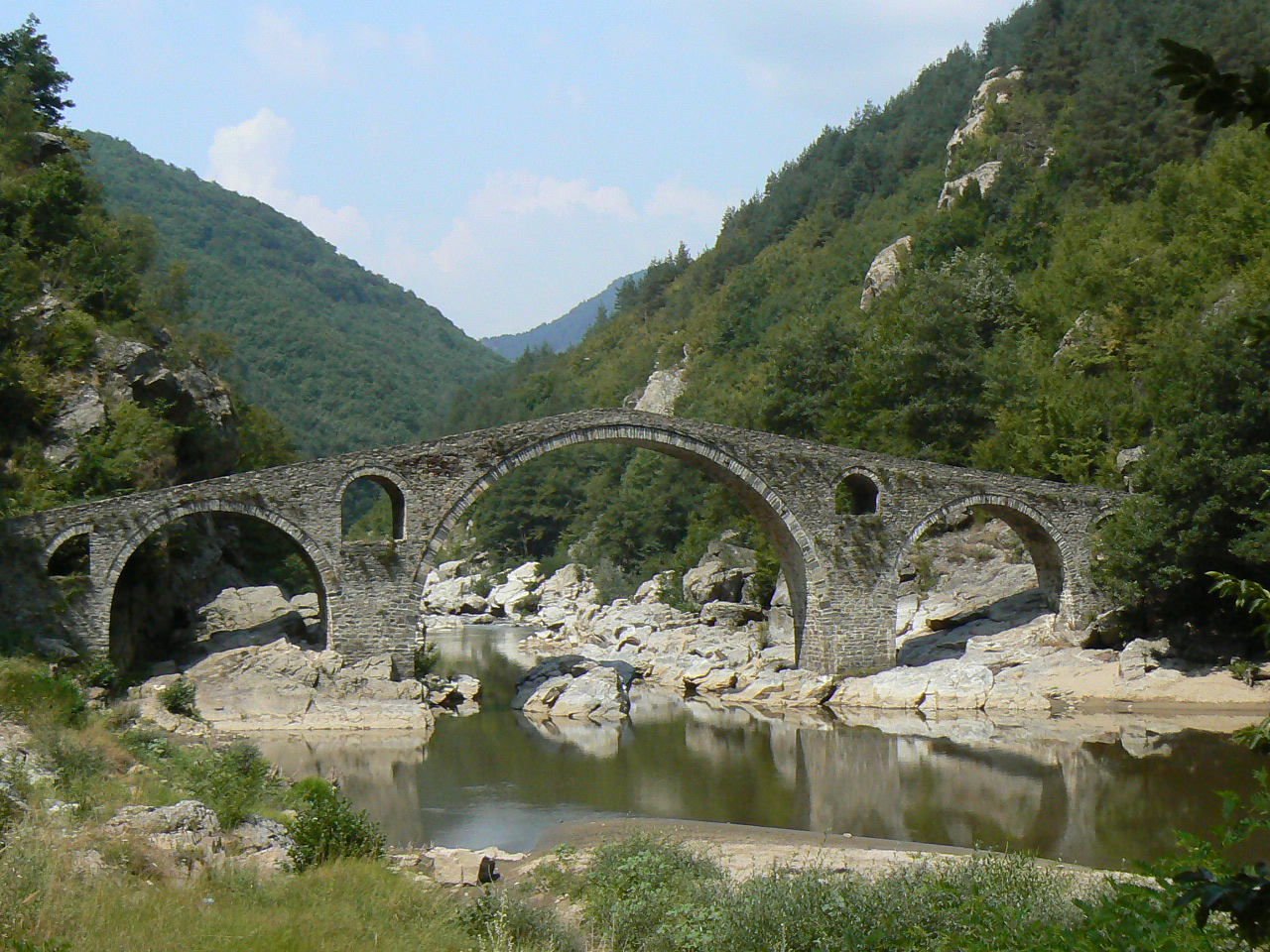
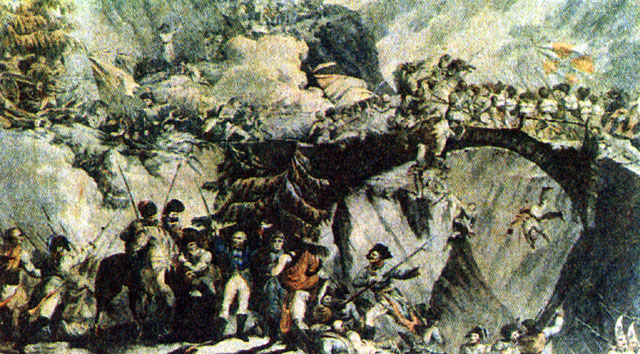
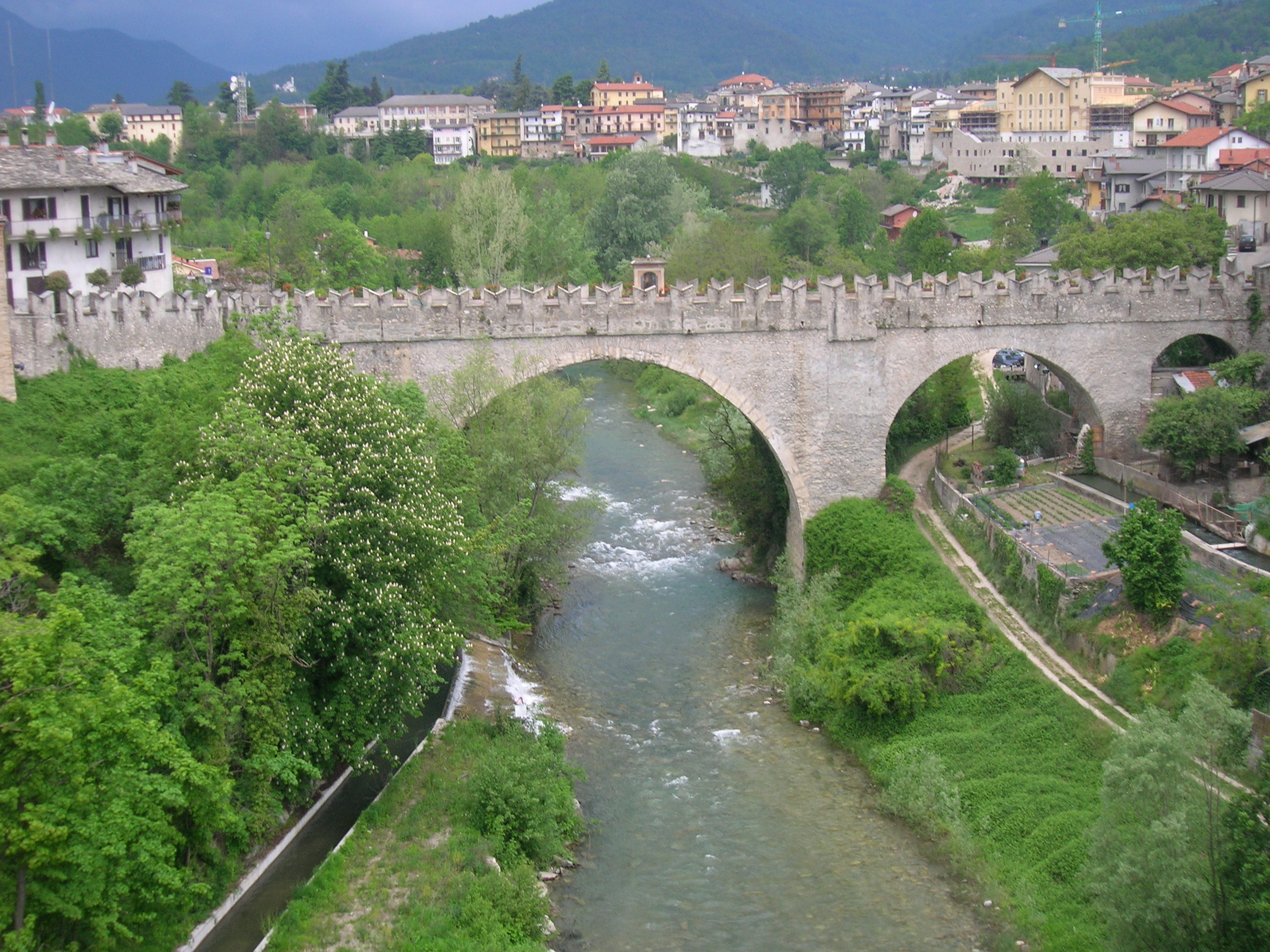
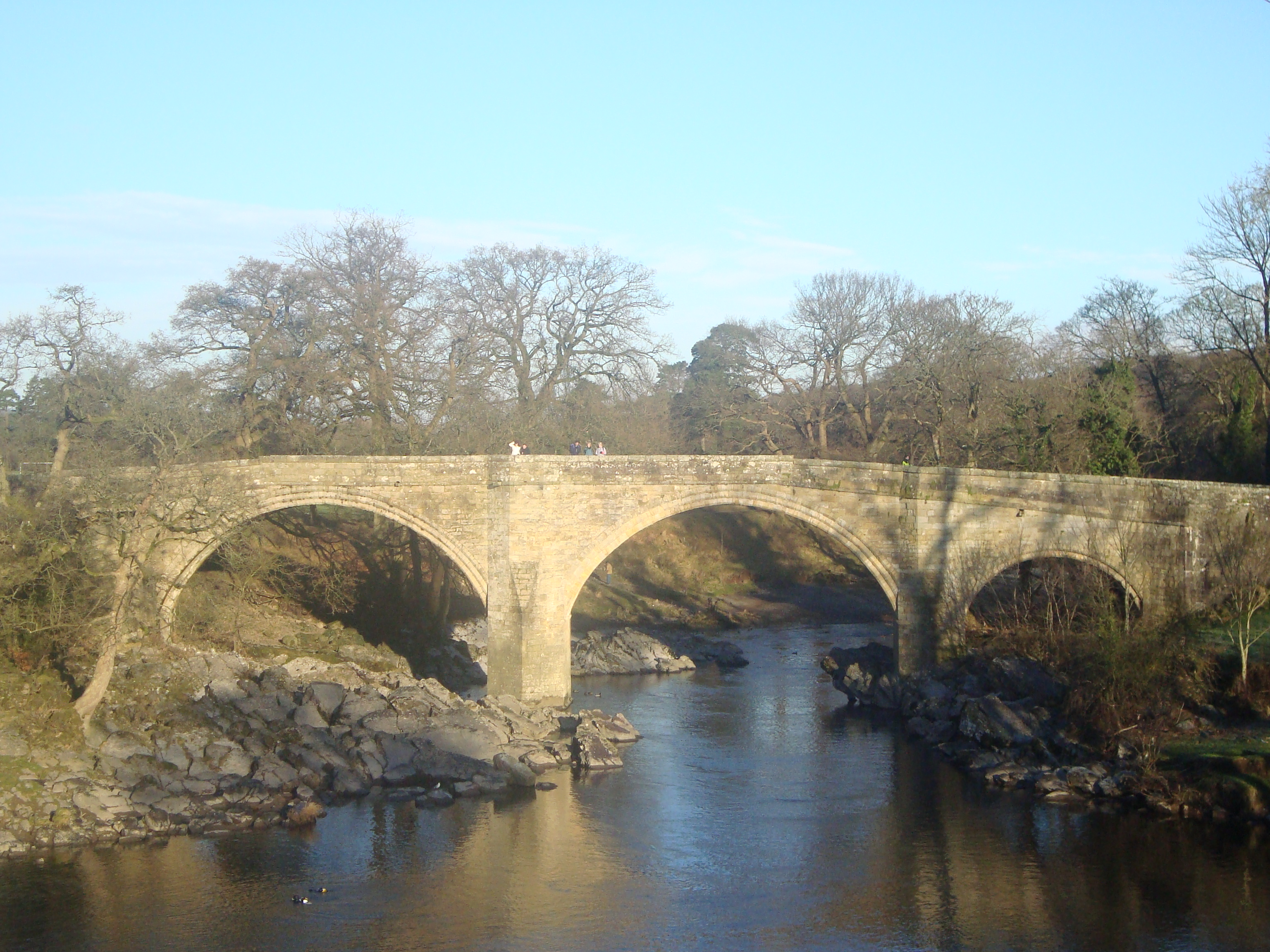
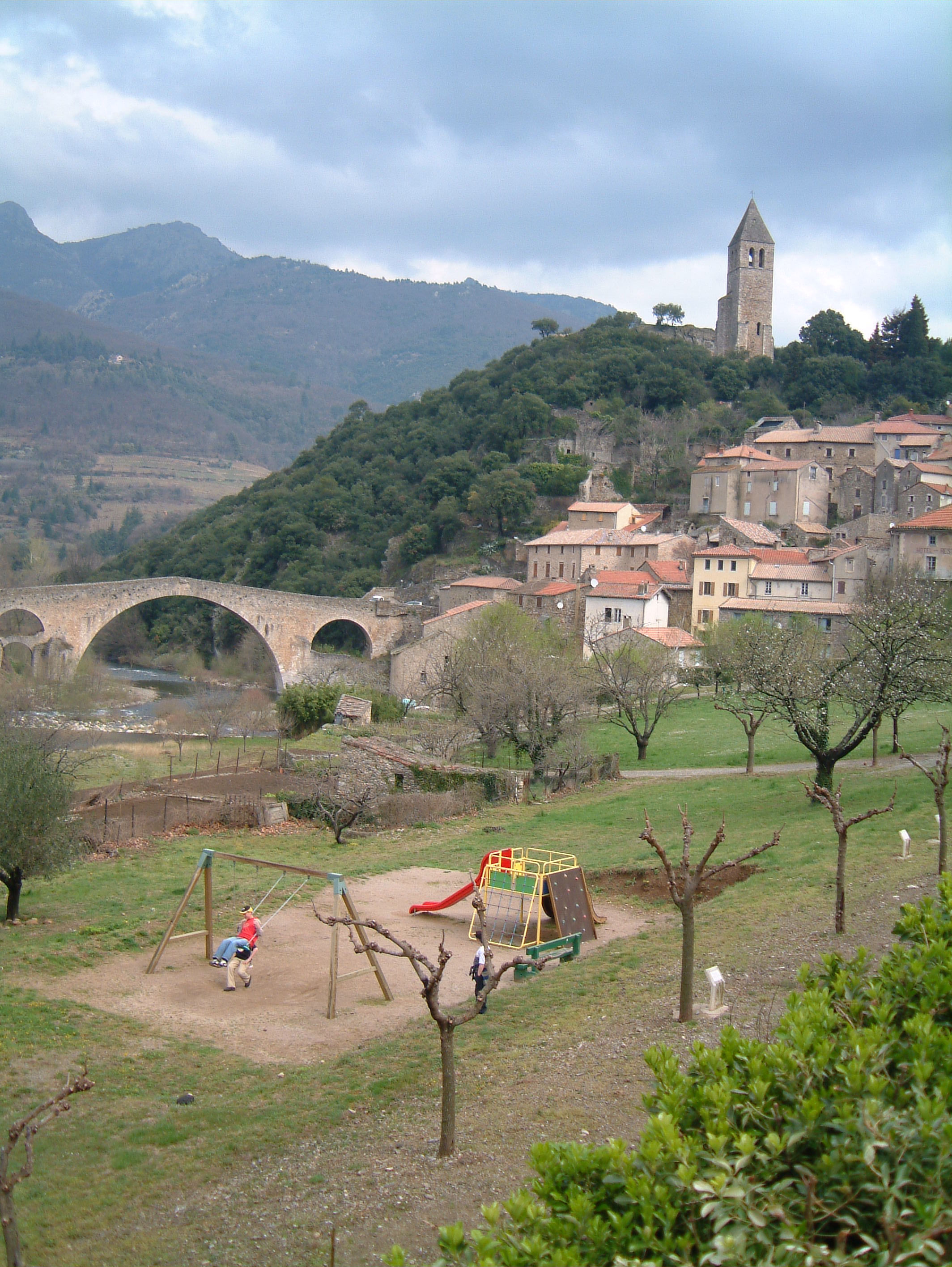